# 立ヶ花橋
立ヶ花橋（たてがはなばし）は、長野県中野市立ヶ花と長野市豊野町蟹沢を結ぶ千曲川に架かる長野県道29号中野豊野線の橋長246.9 m（メートル）のトラス橋。

## 概要
中野市と長野市を結ぶ鋼3径間連続下路平行弦ワーレントラス橋である。千曲川の川幅が狭くなる立ヶ花狭窄部に架かっている。
- 形式 - 3径間連続鋼下路平行弦ワーレントラス橋[1]
- 橋長 - 246.9 m[1]
  - トラス部 - 223.150 m
  - 最大支間長 - 86.90 m
- 幅員 - 11.00 m
  - 車道 - 8.00 m
  - 歩道 - 2.50 m

### 旧橋の諸元

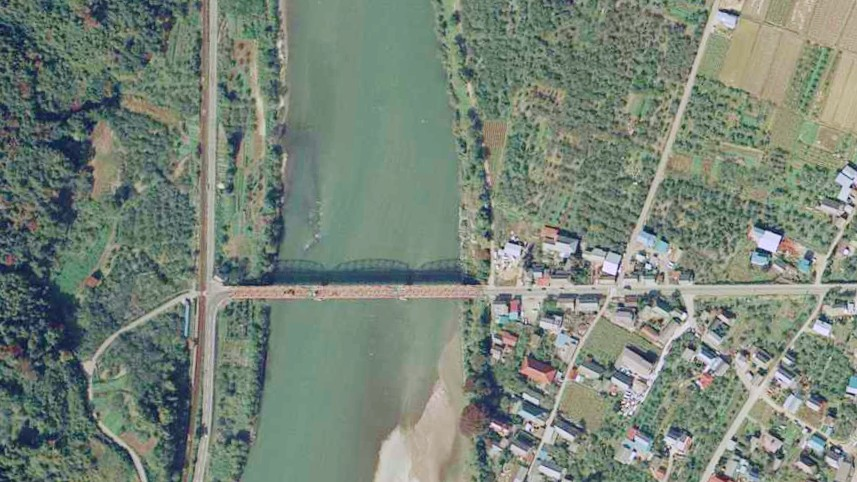
1976年、国土地理院撮影

- 形式 - 3連単純鋼下路曲弦プラットトラス橋
- 橋長 - 666フィート11インチ（約203.3 m）
  - 最大支間長 - 222フィート（約67.0 m）
- 幅員 - 20フィート（約6.1 m）
- 着工 - 1922年度（大正11年度）
- 竣工 - 1925年（大正14年）5月22日
- 総工費 - 26万6,271円

## 歴史
かつてこの付近には立ヶ花の渡しがあった。1882年（明治15年）に左岸の浅野村・右岸の立ヶ花村の有志により延長約109 m・幅3.6 mの舟橋が架橋されたのち県が買収、1910年（明治43年）に板橋を架橋した。
1922年度（大正11年度）に永久橋の建設を開始し、1925年（大正14年）に完成した。これは増田淳設計の当時最大級の支間長67 mをもつ3連単純鋼下路曲弦プラットトラス橋であった。
老朽化・冠水被害・国道117号の改良などの要因により、1988年（平成元年）に新橋の建設に着手し、1995年（平成7年）8月に完成した。新橋は千曲川・飯山線・旧国道をまたぎ、旧橋より高い位置にある。